# Abdelaziz Barrada
Pour les articles homonymes, voir Barrada.
Abdelaziz Barrada, né le 19 juin 1989 à Provins et mort le 24 octobre 2024 à Bailly-Romainvilliers, était un footballeur international marocain qui jouait au poste de milieu de terrain.
Avec la sélection marocaine, il a participé à la Coupe d'Afrique des nations en 2013. Il meurt à l'âge de 35 ans, des suites d'une crise cardiaque.

## Biographie

### Débuts professionnels
Né à Provins en France, de parents marocains originaire du sud-est du Maroc, plus précisément d'un village appelé Ait Abdellah (Province de Tinghir), Abdelaziz Barrada est formé au Paris Saint-Germain. À partir de 2007, il joue avec l'équipe réserve.
À l'été 2010, Abdelaziz Barrada rejoint Getafe CF où il intègre l'équipe réserve. En mars 2011, le club espagnol lui fait signer un contrat pro de trois ans. Abdelaziz Barrada fait ses débuts en Liga contre Levante UD en août 2011, où il joue 60 minutes,. En novembre 2011, face à l'Atlético de Madrid, il marque son premier but professionnel sur un coup franc lors d'une victoire trois buts à deux. Sa cote monte en flèche, l’entraîneur de Getafe Míchel, qu'il retrouvera par la suite à l'Olympique de Marseille, déclarant même qu'Abdelaziz Barrada « tire mieux les coups francs que Cristiano Ronaldo ».
Lors de la saison 2011-2012 et après sa participation aux JO 2012 avec l'équipe marocaine, il revient au Getafe CF et joue son premier match de la saison en marge du Championnat d'Espagne contre le Real Madrid et s'impose sur le score de deux buts à un, Barrada délivre la passe décisive du but d'égalisation et marque le but de victoire. Lors de son deuxième match de la saison contre le Deportivo La Corogne, Barrada inscrit le but d'égalisation. Il est buteur à quatre reprises sur la suite de la saison et se voit ouvrir les portes de la sélection nationale.

### Départ vers les Émirats arabes unis
Après la saison 2013, Abdelaziz Barrada fait le surprenant choix de rejoindre la formation des émirats de Al-Jazira Club pour un transfert de 8,5 millions d'euros, alors que plusieurs clubs européens sont intéressés par le profil du joueur. Abdelaziz Barrada y réalise une excellente saison, avec vingt-deux matchs disputés en championnat pour dix buts inscrits, un but pour quatre rencontres en coupe et quatre buts en huit matchs de Ligue des Champions.
Après avoir réalisé une belle saison, Barrada décide de retourner en Europe où plusieurs clubs s’intéresse à lui comme le FC Porto ou encore l'Olympique de Marseille.

### Retour en Europe à l'Olympique de Marseille
Le 13 août 2014, il s'engage avec l'Olympique de Marseille. Il joue son premier match à l'OM dix jours plus tard contre l'EA Guingamp et marque la semaine suivante son premier but avec son nouveau club une minute après son entrée en jeu face à l'OGC Nice sur une passe de Romain Alessandrini lors d'une victoire quatre à zéro. Gêné par des douleurs aux adducteurs, il est absent du groupe olympien à partir de la 18e journée. Le 17 février 2015, il est finalement opéré pour une pubalgie et ne fait son retour dans le groupe olympien que le 10 mai 2015 pour la réception de l'AS Monaco,. 
Il commence la saison 2015-2016 avec une place de titulaire pour pallier le départ de Dimitri Payet vers l'Angleterre mais doit rapidement faire face à la concurrence de Rémy Cabella, prêté pour la saison. Il trouve ainsi le banc une grande partie de la saison avant de retrouver une place de titulaire en fin de saison mais un cran plus bas, en tant que milieu défensif. Le club connaît une saison difficile durant la saison et une treizième place en championnat malgré une finale de Coupe de France perdue face au Paris SG.

### Retour dans le Golfe à Al Nasr Dubaï
Le 27 juin 2016, alors que Barrada est annoncé depuis plusieurs jours vers Al Nasr Dubaï, le club annonce officiellement son arrivée pour trois saisons et environ deux millions d'euros.
En février 2020, il revient en France et signe à l'US Lusitanos Saint-Maur (N2).

### Carrière internationale
En février 2011, Abdelaziz Barrada est convoqué pour la 1re fois en équipe olympique du Maroc, pour affronter le Burkina Faso. Il marque son premier but en sélection lors d'un match comptant pour le Championnat d'Afrique des nations des moins de 23 ans 2011 opposant le Maroc au Nigeria. Ce match se termine sur le score d'un but à zéro. Barrada étant élu Homme du match. 
Lors des JO 2012 avec le Maroc, il joue son premier match des poules contre le Honduras (2-2) il inscrit le premier but et délivre la passe décisive du but d'égalisation de Zakaria Labyad, lors du deuxième match de poules contre le Japon, les Lionceaux de l'Atlas perdent 1-0, Abdelaziz Barrada titulaire lors de ce match et auteur d'un excellente prestation concède sa première défaite avec le Maroc aux JO 2012. Quant au dernier match face à l'Espagne (0-0), Abdelaziz Barrada titulaire et auteur d'une excellente performance sort du premier tour des JO 2012 avec le Maroc.
Il joue son premier match avec l'équipe A le 19 février 2012 contre le Burkina Faso. Auteur d'une excellente prestation il donne une passe décisive à Youssef El-Arabi pour le deuxième but du match qui se termine sur le score de 4-0. Il marque ensuite son 1er but contre le Mozambique pour le compte des qualifications à la CAN 2013.

### Mort
Abdelaziz Barrada meurt le 24 octobre 2024 à Bailly-Romainvilliers d'une crise cardiaque, à l'âge de 35 ans.

## Statistiques et palmarès

### Statistiques
| Saison                | Club                   | Championnat           | Championnat | Championnat | Championnat | Coupe nationale | Coupe nationale | Coupe nationale | Coupe de la Ligue | Coupe de la Ligue | Coupe de la Ligue | Compétition(s) continentale(s) | Compétition(s) continentale(s) | Compétition(s) continentale(s) | Compétition(s) continentale(s) | Maroc | Maroc | Maroc | Total | Total | Total |
| Saison                | Club                   | Division              | M.          | B.          | P.d.        | M.              | B.              | P.d.            | M.                | B.                | P.d.              | Comp.                          | M.                             | B.                             | P.d.                           | M.    | B.    | P.d.  | M.    | B.    | P.d.  |
| 2011-2012             | Getafe CF              | Liga BBVA             | 32          | 4           | 1           | 1               | 0               | 0               | -                 | -                 | -                 | -                              | -                              | -                              | -                              | 4     | 0     | 0     | 37    | 4     | 1     |
| 2012-2013             | Getafe CF              | Liga BBVA             | 32          | 4           | 6           | 1               | 0               | 0               | -                 | -                 | -                 | -                              | -                              | -                              | -                              | 12    | 2     | 2     | 45    | 6     | 8     |
| Sous-total            | Sous-total             | Sous-total            | 64          | 8           | 7           | 2               | 0               | 0               | 0                 | 0                 | 0                 | -                              | 0                              | 0                              | 0                              | 16    | 2     | 2     | 82    | 10    | 9     |
| 2013-2014             | Al-Jazira Club         | Arab Gulf League      | 22          | 10          | 10          | 1               | 0               | 0               | 4                 | 1                 | 2                 | AFC                            | 8                              | 4                              | 3                              | 5     | 1     | 0     | 40    | 16    | 15    |
| Sous-total            | Sous-total             | Sous-total            | 22          | 10          | 10          | 1               | 0               | 0               | 4                 | 1                 | 2                 | -                              | 8                              | 4                              | 3                              | 5     | 1     | 0     | 40    | 16    | 15    |
| 2014-2015             | Olympique de Marseille | Ligue 1               | 9           | 1           | 0           | -               | -               | -               | 1                 | 0                 | 0                 | -                              | -                              | -                              | -                              | 4     | 1     | 0     | 14    | 2     | 0     |
| 2015-2016             | Olympique de Marseille | Ligue 1               | 24          | 1           | 6           | 5               | 0               | 0               | -                 | -                 | -                 | C3                             | 6                              | 1                              | 2                              | 3     | 0     | 0     | 38    | 2     | 8     |
| Sous-total            | Sous-total             | Sous-total            | 33          | 2           | 6           | 5               | 0               | 0               | 1                 | 0                 | 0                 | -                              | 6                              | 1                              | 2                              | 7     | 1     | 0     | 52    | 4     | 8     |
| 2016-2017             | Al Nasr Dubaï          | Arab Gulf League      | 20          | 6           | 1           | 7               | 3               | 0               | -                 | -                 | -                 | AFC                            | 2                              | 0                              | -                              | -     | -     | -     | 29    | 9     | 1     |
| 2017-2018             | Al Nasr Dubaï          | Arab Gulf League      | 13          | 3           | 0           | 3               | 0               | 0               | -                 | -                 | -                 | -                              | -                              | -                              | -                              | -     | -     | -     | 16    | 3     | 0     |
| Sous-total            | Sous-total             | Sous-total            | 33          | 9           | 1           | 10              | 3               | 0               | -                 | -                 | -                 | -                              | 2                              | 0                              | -                              | -     | -     | -     | 45    | 12    | 1     |
| 2018-2019             | Antalyaspor            | Süper Lig             | 5           | 0           | 0           | 4               | 3               | 0               | -                 | -                 | -                 | -                              | -                              | -                              | -                              | -     | -     | -     | 9     | 3     | 0     |
| 2018-2019             | Gimnàstic de Tarragone | LaLiga 2              | 4           | 0           | 0           | -               | -               | -               | -                 | -                 | -                 | -                              | -                              | -                              | -                              | -     | -     | -     | 4     | 0     | 0     |
| 2019-2020             | Al-Shahania SC         | Stars League          | 5           | 0           | 0           | -               | -               | 0               | -                 | -                 | -                 | -                              | -                              | -                              | -                              | -     | -     | -     | 5     | 0     | 0     |
| Total sur la carrière | Total sur la carrière  | Total sur la carrière | 166         | 29          | 24          | 22              | 6               | 0               | 5                 | 1                 | 2                 | -                              | 16                             | 5                              | 5                              | 28    | 4     | 2     | 237   | 45    | 33    |

### Listes des matchs internationaux
| Matchs internationaux d'Abdelaziz Barrada | Matchs internationaux d'Abdelaziz Barrada | Matchs internationaux d'Abdelaziz Barrada                | Matchs internationaux d'Abdelaziz Barrada | Matchs internationaux d'Abdelaziz Barrada | Matchs internationaux d'Abdelaziz Barrada | Matchs internationaux d'Abdelaziz Barrada                                |
|                                           | Date                                      | Lieu                                                     | Adversaire                                | Résultat                                  | Compétition                               |                                                                          |
| ----------------------------------------- | ----------------------------------------- | -------------------------------------------------------- | ----------------------------------------- | ----------------------------------------- | ----------------------------------------- | ------------------------------------------------------------------------ |
| 1.                                        | 29 février 2012                           | Grand Stade de Marrakech, Marrakech, Maroc               | Burkina Faso                              | 2 - 0                                     | Match amical                              | Titulaire et remplacé par Brahim El Bahri à la 86e minute de jeu.        |
| 2.                                        | 25 mai 2012                               | Grand Stade de Marrakech, Marrakech, Maroc               | Sénégal                                   | 1 - 0                                     | Match amical                              | Titulaire et remplacé par Karim Aït-Fana à la 46e minute de jeu.         |
| 3.                                        | 2 juin 2012                               | Independence Stadium, Bakau, Gambie                      | Gambie                                    | 1 - 1                                     | Éliminatoires Coupe du monde 2014         | Titulaire et remplacé par Nordin Amrabat à la 46e minute de jeu.         |
| 4.                                        | 9 juin 2012                               | Grand Stade de Marrakech, Marrakech, Maroc               | Côte d'Ivoire                             | 2 - 2                                     | Éliminatoires Coupe du monde 2014         | Titulaire.                                                               |
| 5.                                        | 15 août 2012                              | Complexe sportif Moulay-Abdallah, Rabat, Maroc           | Guinée                                    | 1 - 2                                     | Match amical                              | Titulaire et remplacé par Yassine Salhi à la 71e minute de jeu.          |
| 6.                                        | 9 septembre 2012                          | Estádio da Machava (en), Maputo, Mozambique              | Mozambique                                | 2 - 0                                     | Qualifications à la Coupe d'Afrique 2013  | Titulaire et remplacé par Yassine Salhi à la 69e minute de jeu.          |
| 7.                                        | 13 octobre 2012                           | Grand Stade de Marrakech, Marrakech, Maroc               | Mozambique                                | 4 - 0                                     | Qualifications à la Coupe d'Afrique 2013  | Titulaire.                                                               |
| 8.                                        | 14 novembre 2012                          | Stade Mohammed-V, Casablanca, Maroc                      | Togo                                      | 0 - 1                                     | Match amical                              | Titulaire et remplacé par Mehdi Carcela-Gonzalez à la 46e minute de jeu. |
| 9.                                        | 8 janvier 2013                            | Rand Stadium (en), Johannesbourg, Afrique du Sud         | Zambie                                    | 0 - 0                                     | Match amical                              | Entre en jeu à la place de Younès Belhanda à la 46e minute de jeu.       |
| 10.                                       | 12 janvier 2013                           | Rand Stadium (en), Johannesbourg, Afrique du Sud         | Namibie                                   | 2 - 1                                     | Match amical                              | Entre en jeu à la place de Nordin Amrabat à la 60e minute de jeu.        |
| 11.                                       | 19 janvier 2013                           | FNB Stadium, Johannesbourg, Afrique du Sud               | Angola                                    | 0 - 0                                     | Coupe d'Afrique 2013                      | Titulaire et remplacé par Younès Belhanda à la 64e minute de jeu.        |
| 12.                                       | 23 janvier 2013                           | Stade Moses-Mabhida, Durban, Afrique du Sud              | Cap-Vert                                  | 1 - 1                                     | Coupe d'Afrique 2013                      | Titulaire.                                                               |
| 13.                                       | 27 janvier 2013                           | Stade Moses-Mabhida, Durban, Afrique du Sud              | Afrique du Sud                            | 2 - 2                                     | Coupe d'Afrique 2013                      | Titulaire et remplacé par Mounir El Hamdaoui à la 75e minute de jeu.     |
| 14.                                       | 24 mars 2013                              | Benjamin Mkapa National Stadium, Dar-es-Salaam, Tanzanie | Tanzanie                                  | 3 - 1                                     | Éliminatoires Coupe du monde 2014         | Titulaire et remplacé par Brahim El Bahri à la 86e minute de jeu.        |
| 15.                                       | 8 juin 2013                               | Grand Stade de Marrakech, Marrakech, Maroc               | Tanzanie                                  | 2 - 1                                     | Éliminatoires Coupe du monde 2014         | Titulaire et remplacé par Youssef Kaddioui à la 62e minute de jeu.       |
| 16.                                       | 15 juin 2013                              | Grand Stade de Marrakech, Marrakech, Maroc               | Gambie                                    | 2 - 0                                     | Éliminatoires Coupe du monde 2014         | Titulaire et remplacé par Mounir Obbadi à la 60e minute de jeu.          |
| 17.                                       | 14 août 2013                              | Stade Ibn Batouta, Tanger, Maroc                         | Burkina Faso                              | 1 - 2                                     | amical                                    | Titulaire.                                                               |
| 18.                                       | 7 septembre 2013                          | Stade Félix-Houphouët-Boigny, Abidjan, Côte d’Ivoire     | Côte d'Ivoire                             | 1 - 1                                     | Éliminatoires Coupe du monde 2014         | Titulaire et remplacé par Mounir Obbadi à la 71e minute de jeu.          |
| 19.                                       | 11 octobre 2013                           | Stade Adrar, Agadir, Maroc                               | Afrique du Sud                            | 1 - 1                                     | Match amical                              | Titulaire et remplacé par Mohamed Berrabeh à la 80e minute de jeu.       |
| 20.                                       | 5 mars 2014                               | Grand Stade de Marrakech, Marrakech, Maroc               | Gabon                                     | 1 - 1                                     | Match amical                              | Titulaire et remplacé par Nordin Amrabat à la 60e minute de jeu.         |
| 21.                                       | 23 mai 2014                               | Estádio de São Luís (en), Faro, Portugal                 | Mozambique                                | 4 - 0                                     | Match amical                              | Entre en jeu à la place de Omar El Kaddouri à la 81e minute de jeu.      |
| 22.                                       | 3 septembre 2014                          | Stade Mohammed-V, Casablanca, Maroc                      | Qatar                                     | 0 - 0                                     | Match amical                              | Titulaire et remplacé par Aatif Chahechouhe à la 54e minute de jeu.      |
| 23.                                       | 7 septembre 2014                          | Grand Stade de Marrakech, Marrakech, Maroc               | Libye                                     | 3 - 0                                     | Match amical                              | Titulaire et remplacé par Karim El Ahmadi à la 71e minute de jeu.        |
| 24.                                       | 9 octobre 2014                            | Grand Stade de Marrakech, Marrakech, Maroc               | Centrafrique                              | 4 - 0                                     | Match amical                              | Entre en jeu à la place de Mbark Boussoufa à la 70e minute de jeu.       |
| 25.                                       | 13 octobre 2014                           | Grand Stade de Marrakech, Marrakech, Maroc               | Kenya                                     | 3 - 0                                     | Match amical                              | Titulaire et remplacé par Nordin Amrabat à la 63e minute de jeu.         |
| 26.                                       | 9 octobre 2015                            | Stade Adrar, Agadir, Maroc                               | Côte d'Ivoire                             | 0 - 1                                     | Match amical                              | Titulaire et remplacé par Omar El Kaddouri à la 62e minute de jeu.       |
| 27.                                       | 12 octobre 2015                           | Stade Adrar, Agadir, Maroc                               | Guinée                                    | 1 - 1                                     | Match amical                              | Titulaire et remplacé par Mouhcine Yajour à la 52e minute de jeu.        |
| 28.                                       | 12 novembre 2015                          | Stade Adrar, Agadir, Maroc                               | Guinée équatoriale                        | 2 - 0                                     | Éliminatoires Coupe du monde 2018         | Titulaire et remplacé par Yacine Bammou à la 57e minute de jeu.          |

### Buts internationaux
| Buts internationaux d'Abdelaziz Barrada | Buts internationaux d'Abdelaziz Barrada | Buts internationaux d'Abdelaziz Barrada | Buts internationaux d'Abdelaziz Barrada | Buts internationaux d'Abdelaziz Barrada | Buts internationaux d'Abdelaziz Barrada | Buts internationaux d'Abdelaziz Barrada | Buts internationaux d'Abdelaziz Barrada |
|                                         | Date                                    | Lieu                                    | Adversaire                              | Score                                   | Résultat                                | Compétition                             |                                         |
| --------------------------------------- | --------------------------------------- | --------------------------------------- | --------------------------------------- | --------------------------------------- | --------------------------------------- | --------------------------------------- | --------------------------------------- |
| 1.                                      | 13 octobre 2012                         | Stade de Marrakech, Marrakech, Maroc    | Mozambique                              | 1-0                                     | 4-0                                     | Qualifications CAN 2013                 |                                         |
| 2.                                      | 15 juin 2013                            | Stade de Marrakech, Marrakech, Maroc    | Gambie                                  | 1-0                                     | 2-0                                     | Éliminatoires de la Coupe du monde 2014 |                                         |
| 3.                                      | 14 août 2013                            | Grand Stade de Tanger, Tanger, Maroc    | Burkina Faso                            | 1-2                                     | 1-2                                     | Match amical                            |                                         |
| 4.                                      | 7 septembre 2014                        | Stade de Marrakech, Marrakech, Maroc    | Libye                                   | 2-0                                     | 3-0                                     | Match amical                            |                                         |

### Palmarès
Avec l'équipe olympique du Maroc, il est finaliste du Championnat d'Afrique des nations des moins de 23 ans en 2011. Il est finaliste de la Coupe de France en 2016 avec          l'Olympique de Marseille.

#### Distinctions personnelles
En 2011, il est élu meilleur joueur marocain de Liga et meilleur jeune espoir Marocain de l’année. Cette même année, il est également le meilleur buteur du Championnat d'Afrique des nations des moins de 23 ans.